# 藤田進 (巴西外交官)
艾德蒙多·進·藤田（葡萄牙語：Edmundo Sussumu Fujita，1950年3月7日—2016年4月6日），和名藤田進（Fujita Susumu），是巴西第一位日本裔外交官，歷任駐印尼大使、駐韓大使及巴西外交部亞洲大洋洲司長等職。
藤田早年於巴西聖保羅大學攻讀法律，並曾赴日本東京大學、英國倫敦政經學院深造。1976進入外交部後，奉派巴西駐英大使館、駐日大使館、駐俄大使館及常駐聯合國代表處等海外館處，國內勤務則包括巴西外交部聯合國處副處長、外交學院教授、入部考試委員及巴西總統府戰略事務部副部長等。至其上任亞洲司長及出使印尼、韓國後，亦親身參與巴西對亞洲諸國的交流、要員互訪及國際會議等相關工作。

## 生平
藤田進於1950年3月7日誕生在巴西聖保羅市。1972年12月自聖保羅大學法學院畢業後，在1973年4月作為日本文部省公費外籍留學生赴東京大學法學部留學，自1974年止共約1年6個月。他於留日期間修習國際政治、法律等學門，並結識了北岡伸一（前日本常駐聯合國副代表）等日本法政界人士。
1975年，藤田從巴西外交官培育機構里約·布蘭科學院結訓，成為第一位該院出身的日裔學員，1976年即以三等秘書職銜進入巴西外交體系服務，1978年赴巴西駐英國大使館當二等秘書，處理國際經濟組織相關業務，並於1980年獲倫敦政經學院經濟學碩士學位。1982年離英後，他調至巴西駐日大使館、昇任該館的一等秘書和經濟處長，1985年－1988年間則改派到巴西駐俄羅斯大使館。除了海外勤務以外，藤田亦曾於里約·布蘭科外交學院擔任政治思想教授（1989年至1990年），還有過4年的外交部入部考試委員會委員經驗。
1990年起，藤田出任外交部聯合國處（Divisão das Nações Unidas）副處長，隨後外駐在美國紐約的巴西常駐聯合國代表處、任參贊，1993年成為巴西常駐聯合國安理會候補代表，於聯合國總部服勤至1994年為止。1995年到1998年間，藤田改入總統府戰略事務部工作，官至分析評估副部長。重回外交部後，藤田於1999年當上亞洲大洋洲司（Departamento de Ásia e Oceania）司長，其就任後的首項要務是以巴西代表身分出席當年9月在新加坡首度開辦的東亞－拉丁美洲合作論壇，司長任內還隨同巴西總統路易斯·伊納西奧·盧拉·達席爾瓦正式訪問中國（2004年）、韓國及日本（2005年），並在2004年日本首相小泉純一郎訪巴時參與接待及陪同視察行程。
離任司長一職後，藤田在2005年出任巴西駐印尼大使，2006年向印尼總統蘇西洛·班邦·尤多約諾遞呈國書。藤田駐節印尼時的巴印交流進展快速，兩國共簽戰略夥伴協議，並在2007年實施總統互訪。2008年底，他經巴西政府任命為駐韓大使，2009年結束駐印尼大使任期後，遂於4月抵韓上任。駐韓大使任內的藤田在巴韓經濟關係深化過程裡扮演要角，雙邊貿易額由2007年–2008年環球金融危機前的5億美元竄升至15億美元，巴西駐韓大使館在其擔任館長期間也進行了擴編，增派駐館外交官、總務人員，首設駐韓國防武官職位，並在首爾開辦了巴西文化院（Centro Cultural Brasileiro；）。
2015年9月卸任離韓後，藤田調回巴西，任外交部聖保羅代表處（Escritório de Representação em São Paulo；）副大使，在此辦公期間卻因病接受治療。2016年3月底病情惡化後，藤田轉入加護病房急救，但同年4月6日時仍因肝癌逝於市內的敘利亞黎巴嫩醫院，享壽66歲。其遺體在聖州伊塔佩塞里卡-達塞拉的墓園進行了火葬。

## 個人生活
藤田進在家中三個孩子裡排行長男，父親是日本福島縣白河郡出身、於聖保羅自由區創辦日系書店「太陽堂」（Livraria Sol）並擔任社長的藤田芳郎，母親則名作藤田千代子（音譯；）。藤田進後娶菲律賓大學前政治科學教授瑪莉亞·利珈雅（Maria Ligaya）為妻，兩人於菲國首都馬尼拉成婚。藤田生前著有《巴西日本外交關係120年》（120 Anos de Relações Diplomáticas  Brasil-Japão）等學術文獻，亦諳音樂、繪畫等藝術，其擔任駐印尼大使當時，還曾在雅加達的杜塔藝廊（Duta Fine Arts Gallery）舉辦個人作品展。